# Fonzaleche
Fonzaleche es un municipio español, situado en el norte de la comunidad autónoma de La Rioja, perteneciendo a la Comarca de Haro y formado por los núcleos de población de la villa de Fonzaleche y Villaseca.

## Localización
Integrado en la comarca de Rioja Alta, se sitúa a 59 kilómetros de Logroño. El término municipal está atravesado por la carretera N-232, entre los pK 461 y 464, además de por la carretera provincial LR-234, que se dirige hacia Haro, y por una carretera local que conecta con el municipio vecino de Galbárruli. 
| Noroeste: Foncea         | Norte: Cellorigo y Miranda de Ebro (Burgos) (exclave) | Noreste: Galbárruli |
| Oeste: Foncea y Treviana |                                                       | Este: Sajazarra     |
| Suroeste: Treviana       | Sur: Treviana y Cuzcurrita de Río Tirón               | Sureste: Sajazarra  |

## Distribución del terreno
El municipio con una superficie de 17 km², de los cuales 1’3 corresponden a la superficie urbana de los dos núcleos de población (Fonzaleche y Villaseca). El resto de superficie municipal se reparte principalmente en terrenos agrícolas (12’84 km²), tierra de pastos (0’42 km²) y terreno forestal (1’5 km²).

## Geografía
La geografía del municipio es bastante irregular destacando las depresiones topográficas que generan diversos pequeños valles orientados hacia el sur. En la zona norte del municipio se encuentran las cotas más altas y donde existen 0’65 km² de montes de utilidad pública de propiedad municipal conocida bajo la denominación de Valderrata y Valdeperro. La altitud oscila entre los 659 metros en un cerro al norte y los 510 metros a orillas de un arroyo al sur. El pueblo se alza a 563 metros sobre el nivel del mar.

## Flora y fauna
En el municipio la flora natural habitual son los robles, quejigos y arbustos de tipo mediterráneo en los montes de Cobanegra y El Robledal, en los que abundan los conejos y se detecta, circunstancialmente, la presencia de jabalíes y corzos provenientes de los Obarenes.

## Hidrografía
El municipio es atravesado por diferentes arroyos, destacando el paso del río Ea al que van a dar la mayoría de arroyos nacidos en el municipio. Todos ellos no tienen la capacidad ni calidad suficiente para abastecer a la localidad, por lo que es el embalse de Mansilla quien abastece al municipio, cuyos depósitos se encuentran a las cercanías de los núcleos urbanos. Anteriormente, era la Fuente de la Hoz de la vecina Foncea quién abastecía al municipio.
En la villa de Fonzaleche se localizan dos fuentes manantiales, cuyas aguas son de gran dureza:
- Fuente Dura: También conocida como El Pilón, está situada dentro del casco urbano de la villa, tiene un buen acceso y tras perder su uso como ganadero es posible encontrar una veintena de truchas que mantienen limpios los pilones y son pescados por los niños en fiestas.
- Fuente del Prado: Situada fuera del casco urbano, junto al arroyo de la Cañuela, tiene un buen acceso y tras perder su uso lavadero de reserva de la villa mantiene el uso agrícola para las huertas cercanas y se encuentra en proceso de restauración mediante las veredas vecinales.

En la entidad menor de Villaseca se localiza la fuente manantial de Fuente Vieja, situada a 100 metros del núcleo urbano y cuyas aguas corren por el barranco varios centro de metros hasta el río Ea.

## Geografía humana

### Demografía
Cuenta con una población de 124 habitantes (INE 2024).
| Gráfica de evolución demográfica de Fonzaleche entre 1842 y 2021 |
| |
| Población de derecho según los censos de población del INE Población de hecho según los censos de población del INEEntre el censo de 1857 y el anterior, crece el término del municipio porque incorpora a 265012 (Villaseca) |

### Población por núcleos
Desglose de población según el Padrón Continuo por Unidad Poblacional del INE.
| Núcleos    | Habitantes (2020) | Varones | Mujeres |
| ---------- | ----------------- | ------- | ------- |
| Fonzaleche | 89                | 61      | 28      |
| Villaseca  | 45                | 29      | 16      |

### Inmigración
En Fonzaleche se localiza una importante presencia de ciudadanos de origen portugués con negocios dedicados a la hostelería y construcción totalmente integrados en el municipio. Además en el padrón municipal se encuentran personas de origen sirio, ruso o boliviano.

## Historia
Sobre un otero cercano al lugar donde al parecer se cruzaban dos calzadas romanas, una de ellas la Briviesca-Pamplona-Aquitania, se encuentra la villa de Fonzaleche, y en lo más alto de esta, la parroquia de San Martín. Su situación geográfica y la aparición de indicios, lleva a pensar que estuvo fortificada.

### Edad Media
Como muchos lugares de La Rioja, fue repoblada por mozárabes en el siglo X, a los que debe el nombre Fonte Abdazalete en dependencia del desaparecido poblado de Junquera. En 1076 el rey Sancho Garcés IV de Pamplona concedió a Fonzaleche su carta de pobladura bajo la protección del monasterio de San Millán de la Cogolla, coincidiendo con las primeras menciones históricas de esta villa, en los fueros de Miranda de Ebro (1099-1147) y de Cerezo de Río Tirón (1146).
En 1134 pasó a ser parte del señorío del monasterio de San Millán de la Cogolla, al ser donada por Alfonso VII de León en su entrada en el Reino de Nájera, lo que llevó a un número importante de vecinos de la localidad a entrar en la Orden de San Benito. Hasta la desamortización de Mendizábal del siglo XIX el dominio emilianense no desaparecería, cuando Fonzaleche pasó a ser dependiente de la Diócesis de Calahorra y La Calzada-Logroño.
El 19 de mayo de 1240 apareció reflejado en dos documentos, uno latino y otro romance, el arreglo de una disputa entre cuatro clérigos de Fonzaleche y el abad de San Millán. En ellos aparece Gonzalo de Berceo como testigo de vista. (San Millán, Bulario 33r-v).
Debido a la hacienda emilianense se debe el establecimiento en Fonzaleche de una de las primeras -si no la primera- Arcas de misericordia de España (su fundación se data entre 1417 y 1459), institución benéfica cuya finalidad era la de prestar grano a los más pobres, generalmente con un pequeño interés a su devolución.

### Edad Moderna
Villaseca perteneció jurisdiccionalmente a Miranda de Ebro (Burgos) hasta que el año 1743, en el que se emancipa por una Real Provisión junto con las villas de Bugedo, Orón, Cellorigo, Ircio, Suzana, Villalba y Galbárruli.
En 1784 Villaseca forma parte de los 54 pueblos fundadores de la Real Sociedad Económica de La Rioja, dentro del movimiento de Sociedades económicas de amigos del país nacido en la época de la Ilustración. Para finales de siglo, el pueblo de Fonzaleche llevaba varios años incorporado.
En 1785 el censo de Floridablanca englobó tanto a Fonzaleche como Villaseca, junto a otros municipios riojanos como Cellorigo, Galbárruli y Villalba de Rioja, en el Partido de Miranda de Ebro. Dicha situación duraría hasta la división provincial de Javier de Burgos en 1833, que devolvió al municipio de Fonzaleche a la provincia de Logroño.

### Edad Contemporánea
Villaseca de Rioja, pertenece administrativamente a Fonzaleche desde el año 1833, ya que dejó de ser villa real por tener pocos vecinos. Actualmente es una de las cuatro entidades locales menores existentes en La Rioja. En el Diccionario geográfico-estadístico-histórico de España y sus posesiones de Ultramar (1845-1850) realizado por Pascual Madoz se describe a Fonzaleche, entre otras cosas, como una villa "bien ventilada por todos los aires y de clima sano".
En la Exposición Universal de Barcelona de 1888 Fonzaleche y Villaseca estuvieron representados por 19 vecinos que presentaron sus vinos, logrando 10 menciones de honor. Años después, ya en el siglo XX, el municipio se vio afectado, como toda la región de La Rioja, por la filoxera, cuyo origen en la región vinícola fuera en la vecina Sajazarra.
Dentro del movimiento sindical y social de inicios del siglo XX se crean en Fonzaleche el Sindicato Agrícola Católico (1915) y el Obreros Agricultores, a lo que habría que sumar las mutualidades de San Martin tanto para niños como para niñas (1915). Tras la guerra se produjo la desaparición de los sindicatos agrícolas siendo sustituidos por la Hermandad Sindical de Labradores y Ganaderos local.
En el período de la Segunda República española, el municipio fue encuadrado junto a los pueblos vecinos de Tirgo, Treviana, Cuzcurrita de Río Tirón, Ochánduri, Cellorigo, Galbárruli, Sajazarra y Foncea en el séptimo conjunto de centros de colaboración pedagógica de la tercera zona en la que se dividió la provincia de La Rioja, existiendo un centro escolar para niños y otro para niñas.
Durante la Guerra Civil el municipio quedó dentro del bando sublevado siendo fusilados dos vecinos de Villaseca, mientras que en Fonzaleche las autoridades civiles evitaron las detenciones previas a los paseos. Además, las sedes municipales de las agrupaciones del PSOE y de Acción Republicana fueron incautadas en 1937.
El 29 de septiembre de 1950 en las proximidades del santuario de Santa Casilda (Burgos) un autobús ocupado por vecinos de Treviana y Fonzaleche, que habían acudido en peregrinación al santuario, se salió de la carretera despeñándose por un terraplén de 40 metros, muriendo varios vecinos de la localidad. Tres años más tarde, (1953), Villaseca de Rioja solicitó su segregación de Fonzaleche siendo rechazada por el consejo de ministros, ya que la entidad menor carecía de recursos para cumplir sus deberes como municipio y Fonzaleche tendría dificultades para ello. En 1957 se procedió a la construcción del frontón de Fonzaleche, siendo reformado en 1988. Dos años más tarde (1959), se procedió a la inauguración de las nuevas escuelas en las cercanías del frontón.
A mediados del siglo XX, el municipio tuvo un proceso progresivo de perdida de población que emigró en su mayoría a Bilbao, Vitoria, Logroño y Miranda de Ebro.
En el año 1975 se inician las obras para la creación de la red de saneamientos y abastecimiento de agua en Fonzaleche, siendo reformada entre 2011 y 2012.
En 1989 junto a los municipios de Anguciana, Casalarreina, Cihuri, Cuzcurrita de Río Tirón, Foncea, Galbárruli, Gimileo, Ochánduri, Sajazarra, San Millán de Yécora, Tirgo, Treviana, Villalba de Rioja y Zarratón se crea la Mancomunidad del Tirón. Un año más tarde la mancomunidad se amplió a otros 20 municipios, modificando su nombre a Mancomunidad del Oja-Tirón, realizando obras y servicios generales para los municipios miembros. En el año 2000, Fonzaleche se unió de nuevo a los pueblos de la Mancomunidad del Tirón para gestionar la prestación de servicios sociales, incluida la ayuda a domicilio.
En 1999 se inauguró en Fonzaleche un parque infantil en la zona trasera del frontón municipal, siendo reformado junto al resto de entorno del frontón en 2015. Dos años antes, en 2013, se construyó una pista polideportiva en Villaseca en la carretera de Miranda.

## Economía
La economía del municipio de Fonzaleche se basa en el sector primario, existiendo un importante rebaño ovino en la localidad de Fonzaleche y cuya agricultura se dedica principalmente al cereal (Trigo y Cebada) y a la vid, perteneciendo a la Denominación de Origen Rioja. Además el municipio obtiene una importante fuente de ingresos gracias al coto municipal de caza que abarca toda la superficie municipal
La producción de las viñas se destina en su mayoría a bodegas situadas fuera del municipio como la S.Coop. Bodegas Virgen de la Vega (Haro), Bodegas Tarón (Tirgo) o Bodegas López de Heredia (Haro), existiendo en la localidad de Fonzaleche la bodega San Martín de Ábalos, fundada en 1998 por la familia Gutiérrez-Ábalos y que actualmente importa su producción a países como China o Tailandia; y siendo también cuna de la bodega Alegre & Valgañón, que actualmente se sitúa en Sajazarra. En la entidad menor de Villaseca se encuentran las sedes sociales de dos compañías dedicadas a la elaboración, crianza y embotellado de vino para su posterior venta.
Existen en la localidad de Fonzaleche un bar, una panadería que sirve sus productos a la localidad y los distribuye por las localidades cercanas (Herramelluri, Tormantos, Leiva...), una constructora y una sucursal de Ibercaja Banco. Mientras que en la entidad menor de Villaseca existe un bar y una pequeña casa rural.

### Evolución de la deuda viva
El concepto de deuda viva contempla solo las deudas con cajas y bancos relativas a créditos financieros, valores de renta fija y préstamos o créditos transferidos a terceros, excluyéndose, por tanto, la deuda comercial.
| Gráfica de evolución de la deuda viva del ayuntamiento entre 2008 y 2017                             |
| |
| Deuda viva del ayuntamiento en miles de Euros según datos del Ministerio de Hacienda y Ad. Públicas. |

## Servicios
En el municipio existen dos consultorios médicos pertenecientes al Servicio Riojano de Salud, localizados en Fonzaleche y Villaseca, con presencia médica 3 horas semanales en total. Este servicio médico se complementa con la visita semanal del personal perteneciente a la Farmacia de Cuzcurrita de Río Tirón para la distribución de medicamentos. Además una vez a la semana una asistente social atiende a los vecinos del municipio en su oficina en el ayuntamiento. El centro de día de Casalarreina da servicio a los mayores dependientes del municipio.
Las instalaciones deportivas con las que cuenta el municipio son un frontón abierto en la localidad de Fonzaleche y una pista cerrada múltideporte en la localidad de Villaseca, además de disponer de parques infantiles en ambos núcleos de población.
El municipio gracias a la línea San Millán de Yécora-Haro está comunicado con la localidad jarrera, cabecera comarcal, dos veces al día los días laborales. Las carreteras que recorren el municipio son la nacional  N-232 , la provincial  LR-209  así como las locales  LR-406  y  LR-302 , siendo esta última la que une los dos núcleos de población.
La seguridad depende del puesto de la casa cuartel de la Guardia Civil de Casalarreina, situada a 13 kilómetros. Perteneciente al partido judicial de Haro el municipio tiene un primer representante legal en la figura del juez de paz, existiendo tanto un titular como un suplente.
Además el municipio, junto a los ayuntamientos de San Millán de Yécora, Bañares y Cirueña, firmó a principios de 2018 un acuerdo con el Gobierno de La Rioja para acceder a los servicios de la administración electrónica.
Como curiosidad destacar que mientras Fonzaleche pertenece a la unidad parroquial de Cuzcurrita de Río Tirón, Fonzaleche, Treviana y San Millán de Yécora, Villaseca pertenece a otra unidad parroquial (Anguciana, Sajazarra y Villaseca), aunque ambas pertenecen a la diócesis de Calahorra y La Calzada-Logroño.

## Administración
La corporación municipal se conforma por cinco concejales, cuatro en representación de Fonzaleche y uno en representación de Villaseca, siendo quien ejerce el papel de alcalde pedáneo en la entidad menor.
| Periodo   | Nombre                                           | Partido |
| --------- | ------------------------------------------------ | ------- |
| 1979-1983 | Javier Valgañón Martínez de Salinas              | UCD     |
| 1983-1987 | Adela Alonso Orive                               | AP      |
| 1987-1991 | Inmaculada Martínez Ocio                         | PRP     |
| 1991-1995 | Perfecto Valgañón Oñate Inmaculada Martínez Ocio | PP PRP  |
| 1995-1999 | María Soledad Zárate López de Silanes            | PP      |
| 1999-2003 | María Soledad Zárate López de Silanes            | PP      |
| 2003-2007 | Ángel Ameyugo Jorge                              | PP      |
| 2007-2011 | Ángel Ameyugo Jorge                              | PP      |
| 2011-2015 | Juan Carlos Nájera Jiménez                       | PP      |
| 2015-2019 | Juan Carlos Nájera Jiménez                       | PP      |
| 2019-2023 | Juan Carlos Nájera Jiménez                       | PP      |
| 2023-act. | Juan Carlos Nájera Jiménez                       | PP      |

* GIF: Grupo Independiente de Fonzaleche
| Partido político | PP    | PP         | PR+   | PR+        | GIF   | GIF        | PSOE  | PSOE       | UCD   | UCD        |
| Partido político | Votos | Concejales | Votos | Concejales | Votos | Concejales | Votos | Concejales | Votos | Concejales |
| 2019             | 58    | 5          | 6     | 0          | -     | -          | 13    | 0          | -     | -          |
| 2015             | 58    | 4          | 7     | 0          | -     | -          | 17    | 1          | -     | -          |
| 2011             | 48    | 2          | 2     | 0          | 47    | 3          | 2     | 0          | -     | -          |
| 2007             | 65    | 4          | 16    | 0          | -     | -          | 35    | 1          | -     | -          |
| 2003             | 76    | 4          | 11    | 0          | -     | -          | 36    | 1          | -     | -          |
| 1999             | 81    | 5          | -     | -          | -     | -          | -     | -          | -     | -          |
| 1995             | 83    | 4          | 44    | 1          | -     | -          | -     | -          | -     | -          |
| 1991             | 61    | 3          | 56    | 2          | -     | -          | -     | -          | -     | -          |
| 1987             | 86    | 2          | 67    | 3          | -     | -          | -     | -          | -     | -          |
| 1983             | 53    | 3          | -     | -          | -     | -          | 62    | 2          | -     | -          |
| 1979             | -     | -          | -     | -          | -     | -          | -     | -          | 45    | 5          |

## Patrimonio

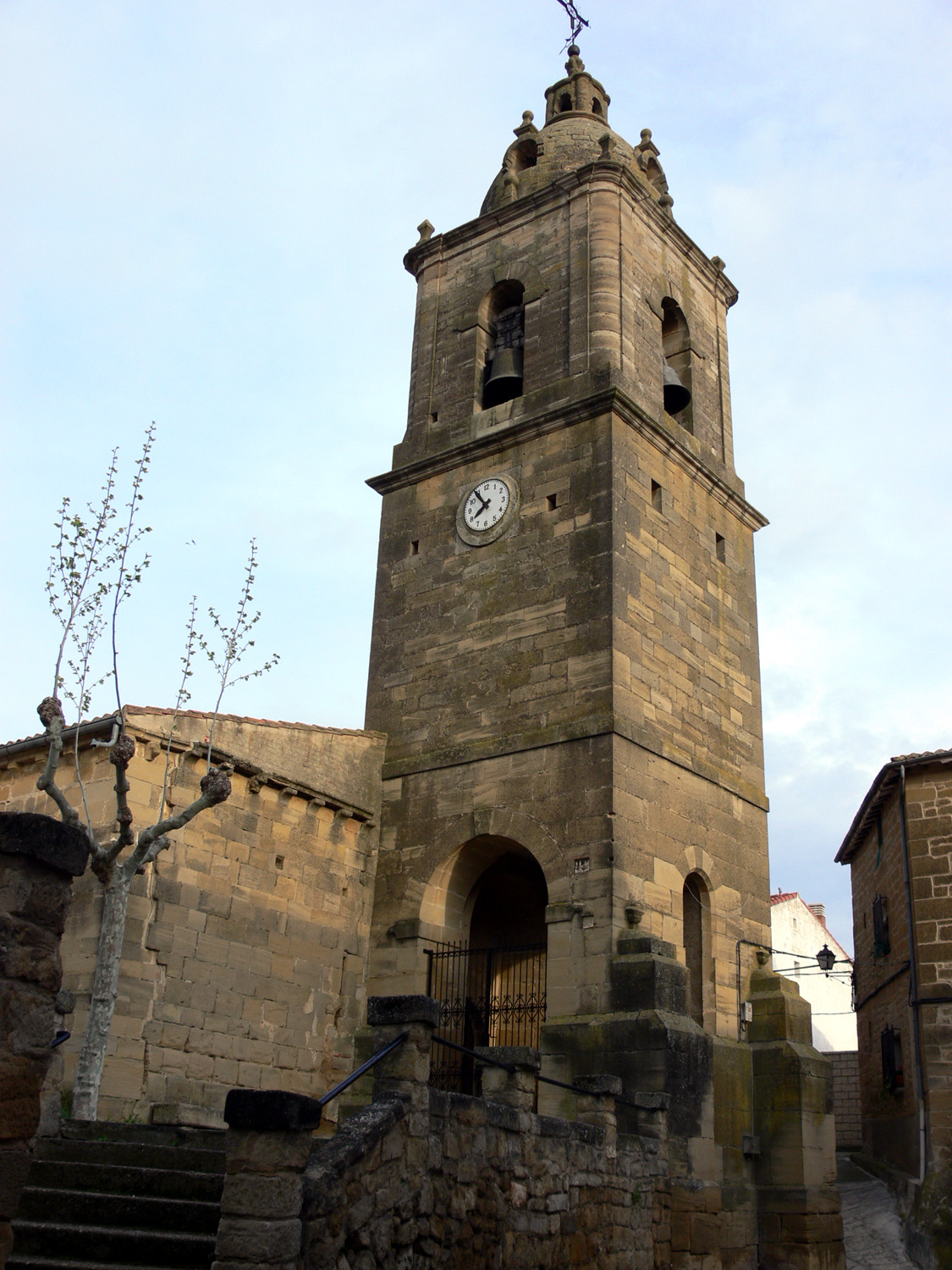
Iglesia de San Martín.

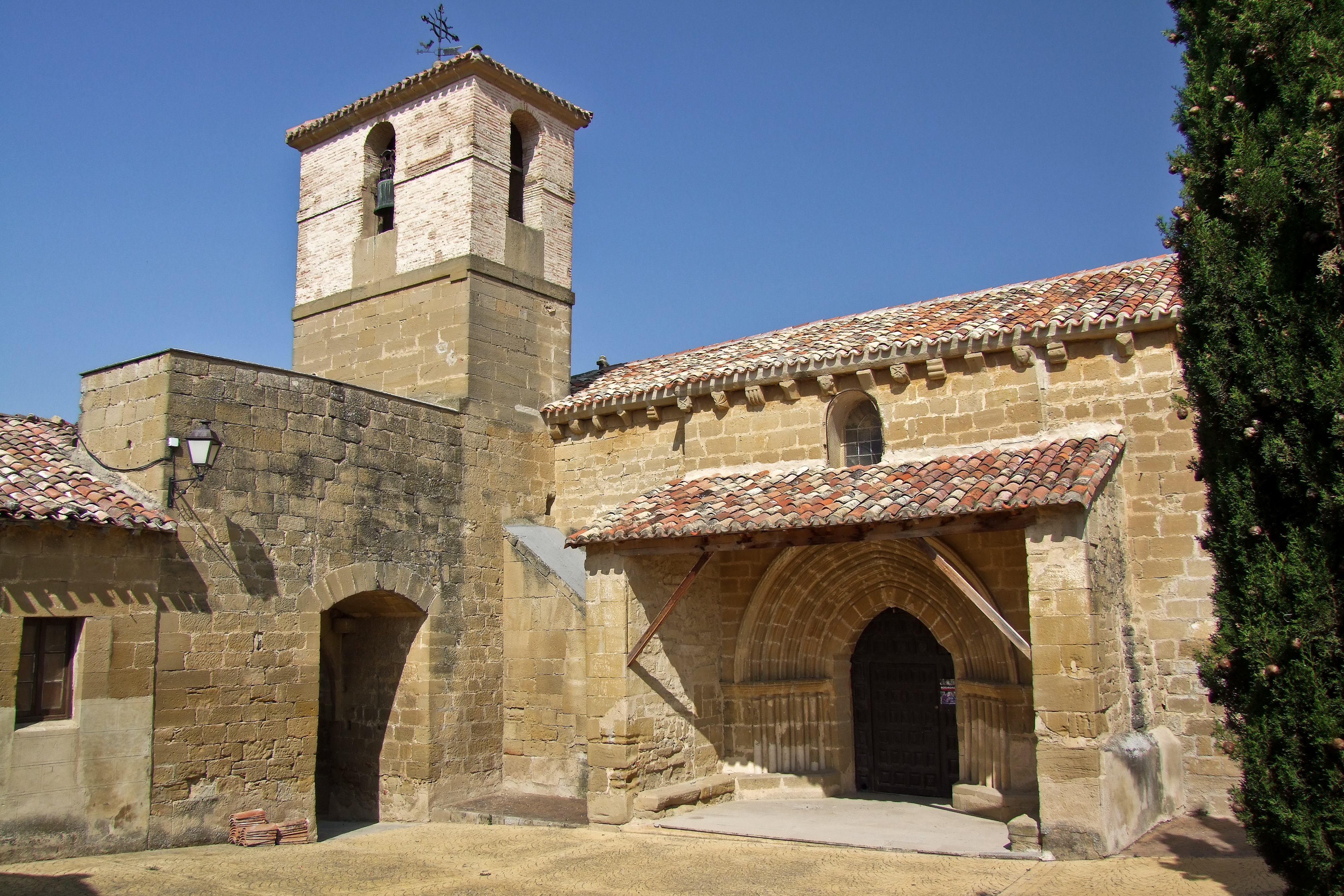
Iglesia de San Román.

El municipio pertenece a la ruta del románico obarense, cuya sede se sitúa en Treviana desde el año 2013. Por ello, ha sido sede tanto en las 3.ª Jornadas del Románico en La Rioja Alta en 2013 como en las 7.ª y 8.ª Jornadas de dicho evento en 2017 y 2018.
Iglesia parroquial de San Martín de Fonzaleche

Tiene un ábside románico del siglo XI, de los más antiguos de la zona. Su construcción se hizo a base de sillería y está estructurada en tres naves. La torre adosada es de finales del siglo XIX. Conserva obras de gran valor como un crucifijo gótico y una colección de cálices de los siglos del XVI al XVIII. Tiene incoado expediente como Bien de Interés Cultural en la categoría de Monumento desde el 25 de noviembre de 1980.
Palacio de la Condesa de Berberana

Antigua casa señorial de los Vergara y Salazar en Fonzaleche, conocida también como la Casa del Mayorazgo.
Ermita de San Andrés

Situada en el camino entre Fonzaleche y Villaseca ( LR-302 ), actualmente se encuentra en ruinas, siendo solo apreciable dos paredes de una esquina.
Iglesia de San Román de Villaseca

Estilo románico riojano tardío (finales del siglo XII-principios del siglo XIII), destacando su ábside. En su interior se conserva la imagen románica de la patrona Virgen de la Cuesta del Rosario (siglo XIII), la cual fue sustraída en 1979 siendo recuperada poco tiempo después.
Arco de entrada de Villaseca

Resto del recinto fortificado, que forman conjunto con la parroquia de San Román de Villaseca, consistentes en un tramo de fábrica de muralla realizada con sillares bien escuadrados y que incorpora unan puerta de acceso que presenta al exterior un arco apuntado, mientras que el interior es un arco-bóveda rebajado.
Ermita de la Virgen de la Cuesta del Rosario

Situada en un cerro próximo a Villaseca, en un anexo se encuentra el pequeño cementerio de la localidad.

## Fiestas Locales
- La romería a la Virgen de Junquera se celebra el sábado siguiente a la festividad de la Ascensión del Señor. Ese día la Virgen sale en procesión desde el pueblo de Fonzaleche hasta la ermita de la Virgen de Junquera, en el término municipal de Treviana. Posteriormente, tras una eucaristía las gentes del pueblo comen en su explanada y disfrutan de juegos y bailes hasta la vuelta al pueblo al final del día.[48]
- El tercer domingo de septiembre se celebran las llamadas de Acción de Gracias en la localidad de Fonzaleche. El viernes tras el pregón, donde están presente los Reyes de fiestas, se lanza el cohete de inicios de fiesta. El sábado es el día grande con actuaciones infantiles, campeonatos..., mientras que el domingo es el día de difuntos, siendo también el día elegido desde el año 2003 de homenaje a las generaciones que llegan a los 80 años.[49][50]
- 11 de noviembre, San Martín, santo que da nombre a la iglesia parroquial Fonzaleche.[51]
- 4 de febrero, víspera de Águeda de Catania, cuando se realiza una cena popular en Fonzaleche[52]
- 15 de mayo, Isidro Labrador, cuando los agricultores del municipio realizan una comida popular en Fonzaleche.
- 15 de agosto, Asunción de María, cuando la Asociación San Martín de Fonzaleche realiza la comida anual de asociados.[53]
- Desde el año 2010, en el mes de agosto se celebra un Festival de Playback en Fonzaleche, denominado La Coz de Fonzaleche, donde tras una merienda popular con los platos preparados por los vecinos, se disfruta de música en directo y de las distintas actuaciones preparadas por los propios vecinos, terminando con una chocolatada y bailes populares.[54]
- Desde el año 2016, en el fin de semana más cercano al 25 de abril la colonia portuguesa del municipio organiza con motivo de la festividad de la Revolución de los Claveles una fiesta con la presencia de bandas portuguesas que atrae a la localidad a numerosos compatriotas residentes en las comarcas de Haro y del Ebro en Fonzaleche.[55][56]
- El segundo fin de semana de agosto, desde 2016, se instala en las instalaciones deportivas Fonzaleche un tobogán acuático de más de 10 metros (Desde 2017 hay un tobogán también para menores de 5 años), amenizado con música y sesiones de baile urbano o zumba.
- Desde el año 2017, se realiza el trofeo de fútbol sala 12 horas Villa de Fonzaleche con la presencia de equipos de Vitoria, Logroño y Miranda de Ebro en las instalaciones deportivas.[57]
- Con motivo de la festividad de la noche de Halloween, desde 2017, el siguiente sábado a dicha noche se celebra una yincana en Fonzaleche con temática zombi y la presencia de grupos participantes del pueblo, Vitoria, Miranda de Ebro o Valladolid.[58][59]

## Asociaciones
El municipio actualmente en el registro de Asociaciones del Gobierno de La Rioja cuenta con 3 asociaciones inscritas: Amigos de Fonzaleche, Asociación San Martín de Fonzaleche y Asociación San Román de Villaseca.

## Personas destacadas
- Fray Luís Ortiz (Fonzaleche, siglo XVIII): Religioso benedictino que tomó los hábitos el 5 de noviembre de 1730 en el Monasterio de Sopetrán de Hita (Guadalajara). Fue maestro de estudiantes del Monasterio de San Vicente de Oviedo (Asturias) (1741-1745 y 1749-1753), léctor del Monasterio de Santa María la Real de Obona (Asturias) (1745-1749), regente del Monasterio de San Pedro de Eslonza de Santa Olaja de Eslonza (León) (1753-1757) y abad del Monasterio de Sopetrán de Hita (Guadalajara) (1769-1773 y 1777-1781).[60]
- Fray Vicente Ortiz (Fonzaleche, siglo XVIII): Religioso benedictino que tomó los hábitos en 9 de septiembre de 1748. Fue predicador en los monasterios de San Martín de Madrid (1757–65), San Juan de Burgos (1769–73), monasterio de Santa María la Real de Nájera (1773–77), monasterio de San Martín de Pinario de Santiago de Compostela (1777–81) y iglesia del monasterio de San Benito el Real de Valladolid (1781–85), abad de este último convento (1785-1789) y predicador general desde el capítulo general de 1789, que le confió la revisión de las constituciones. Asistió a los capítulos generales de 1793, 1797, 1801 y 1805. Murió en 1811.[61]
- Fray Martín González Urría (Fonzaleche, siglo XVIII): Religioso benedictino, hermano de Isidoro González Urría, abad del Monasterio de Sopetrán de Hita (Guadalajara) en el período de 1814-1818, donde tomó los hábitos el 18 de julio de 1769 y falleció en 1826.[60][62]
- Fray Isidoro González Urría (Fonzaleche, 1759-Santiago de Compostela, 1833): Religioso benedictino, hermano de Martín González de Urría, tomó los hábitos en el monasterio de San Martín de Pinario de Santiago de Compostela en 1774. Tras estudiar en el monasterio de San Benito el Real de Valladolid, fue pasante en los monasterios de San Vicente de Salamanca y San Pedro de Eslonza de Santa Olaja de Eslonza (León), actuante del monasterio de San Vicente de Salamanca (1781-1783), pasante de arte de los colegios de los monasterios de Santa María la Real de Obona (Asturias) (1783-1785) y de San Salvador de Lérez de Pontevedra (1785-1789), siendo en este último lector entre 1789 y 1791, , regente de estudios de Poyo (1791-1793), lector en el monasterio de San Martín de Pinario de Santiago de Compostela (1793-1797), de San Martín de Madrid(1797-1801) y segunda vez de Santiago (1801-1805), de donde fue dos veces abad (1801-1805, 1814-1818). Además, fue maestro en Teología, definidor juez (1818-1824), procurador general de la Congregación en Madrid para los asuntos de Roma (1805-1814), y nombrado maestro general de la Congregación en el Capítulo General de 1828.[62]
- Fray Rafael Vallugera (Fonzaleche, siglo XVIII): Religioso benedictino tomó los hábitos en monasterio de Santa María de Herrera de Obarenes el 25 de febrero de 1768. Fue predicador en los monasterios de monasterio de San Pelayo de Antealtares de Santiago de Compostela (1777-81), San Juan de Burgos  (1785-89), San Martín de Madrid (1785-89), monasterio de Santo Domingo de Silos (1789-93) y iglesia del monasterio de San Benito el Real de Valladolid(1793-97), jubilándose en 1805. En el Capítulo General de 1824 fue elector de abadías. Fue abad del monasterio de Santa María de Herrera de Obarenes (1797-1801, 1805-14, 1818-24 y 1828-32).[63]
- Fray Manuel Alvarado (Fonzaleche, siglo XVIII): Religioso benedictino tomó los hábitos en monasterio de Santa María de Herrera de Obarenes el 6 de octubre de 1798. Fue abad de este monasterio hasta su muerte (1832-35), siendo el último abad del monasterio.[63]
- Jon Mikel Martínez Valgañón (Fonzaleche, 1994): Contrabajista formado en Conservatorio de Música de Haro, ha pasado por la Orquesta Sinfónica de La Rioja y la Joven Orquesta de Euskadi, actualmente estudiando en la prestigiosa Royal College of Music de Londres.[64][65] Forma parte del conjunto Ensemble Vindeleia junto a otros siete músicos de otros países europeos.[66]
- Florencio López de Silanes Molina (México, D.F., México, febrero de 1966): Licenciado en Economía por el ITAM y doctor por la Universidad de Harvard, considerado uno de los economistas más importantes del mundo, reside en Francia y su familia desciende de Fonzaleche, donde suele pasar unos días en el período estival. Es hermano del exjugador mexicano Carlos López de Silanes.
- Carlos López de Silanes Molina (México, D.F., México, 18/04/1970): Exfutbolista mexicano ganador de la primera división de México, la Copa México y la Recopa de la Concacaf, su familia desciende de Fonzaleche. Es hermano del economista mexicano Florencio López de Silanes Molina.
- José Ignacio López de Silanes Valgañón (Fonzaleche, 1951): Profesor de Matemáticas y Geometría Sagrada en la Universidad Autónoma de Madrid destaca por sus publicaciones “Rutas Románicas en La Rioja” o “El Románico en Madrid”, centradas en la arquitectura románica.[67][68] Es tío del economista mexicano Florencio López de Silanes Molina y del exjugador mexicano Carlos López de Silanes.
- Raúl García Fernández (Hernani, Guipúzcoa, 30/06/1976): Exfutbolista de Real Unión de Irún, Barakaldo C.F., Burgos C.F. o C.D. Mirandés y ex-2.ª entrenador de la U.D. Logroñés y el R. Racing C. de Santander, reside actualmente en Fonzaleche.[69]
- Marcos García Samaniego (Logroño, La Rioja, 1983): Ingeniero técnico y profesor de contrabajo y de piano en una academia de música que consiguió el 12 de abril de 2017 el título de Magnífico del programa de Saber y ganar (La 2),[70] es originario de Fonzaleche, donde suele pasar unos días en el período estival.